# Référendum slovène de 2015
Le Référendum slovène de 2015 se tient le 20 décembre 2015 en Slovénie afin de permettre à la population de  se prononcer sur une loi votée par le parlement légalisant le mariage civil pour les couples de même sexe.
La loi est rejetée par 63,51 % des suffrages exprimés. Avec 36,38 % de participation, le pourcentage d'électeurs inscrits sur les listes électorales s'tant prononcé contre atteint 23,02 %, et dépasse ainsi le quorum exigé de 20 % des inscrits. la loi en question, votée le 3 mars 2015, ne peut donc plus être promulguée par le président de la République de Slovénie, Borut Pahor.

## Contexte
Le gouvernement Cerar, en fonction depuis le 18 septembre 2014, a réagi favorablement au dépôt d'une proposition de loi du parti Gauche unie le 15 décembre 2014.
Le 3 mars 2015, l'Assemblée nationale slovène adopte en troisième lecture la loi devant permettre aux couples de même sexe de se marier, et par conséquent d'adopter des enfants. La loi amende le Code Civil en substituant la définition traditionnelle du mariage, « l'union d'un homme et d'une femme » par une autre, à savoir « l'union de deux [personnes] ».
Une pétition menée par le collectif « Les enfants sont en jeu » a rassemblé, en l'espace de quatre jours, les 40 000 signatures nécessaires pour provoquer un référendum sur cette loi.
L'Assemblée nationale slovène a alors tenté de faire invalider le référendum : elle déclare le 26 mars 2015, à 53 voix contre 21, l'inconstitutionnalité d'un référendum portant sur les droits de l'Homme et les libertés fondamentales selon l'article 90 de la Constitution slovène.
Le collectif saisit alors la Cour constitutionnelle, qui, après quatre audiences les 10 juin, 9 juillet, 10 juillet et 24 septembre déclare dans sa décision du 22 octobre 2015 que l'Assemblée nationale n'a aucun droit pour déclarer un référendum anticonstitutionnel : le législateur est donc contraint de valider la tenue du référendum, ce qu'il fait le 4 décembre 2015. La tenue du référendum est fixée pour le 20 décembre 2015.
Les soutiens de la loi font remarquer que le Conseil constitutionnel ne s'est pas prononcé sur l'argument de l'article 90 de la Constitution, ce qui pourrait ouvrir la voie à un recours en cas de victoire du « Non ».

## Soutiens et opposition
Le président de la République slovène Borut Pahor, le chef du gouvernement Miro Cerar et la commissaire européenne aux transports (slovène) Violeta Bulc avaient appelé à voter « Oui », de même que le Parti du centre moderne (SMC) et les Sociaux-démocrates (SD) au pouvoir. L'autre partenaire de la coalition du gouvernement Cerar, le Parti démocrate des retraités slovènes, est néanmoins divisé et a laissé ses députés voter en conscience.
Deux partis mineurs de l'opposition apportent également leur soutien à la loi : la Gauche unie (ZI, qui a initié la proposition de loi) et l'Alliance d'Alenka Bratušek (ZaAB, un parti libéral).
On compte au nombre des opposants l'Église catholique romaine, représentée par l'archevêque de Ljubljana, Stanislav Zore et le pape François, ainsi que deux partis de droite membres de l'opposition : le Parti démocratique slovène (SDS, dont le leader Janez Janša est emprisonné) et Nouvelle Slovénie (Nsi).

## Quorum
Le référendum est légalement contraignant. Néanmoins, pour être valable, un résultat négatif doit cumuler deux conditions : le total de voix pour le « Non » doit obtenir la majorité absolue des suffrages exprimés et atteindre le quorum de 20 % des inscrits sur les listes électorales.

## Sondages
Les sondages donnent des résultats très partagés, mais on relève généralement que la majorité des femmes, des personnes athées et des citadins sont en faveur de la loi, et que la majorité des hommes, des personnes de confession catholique et des ruraux sont contre.
| Résultat    | Institut de sondage | Pour   | Contre | NSPP   |
| ----------- | ------------------- | ------ | ------ | ------ |
| Résultat    | Institut de sondage |        |        |        |
| 16 février  | Delo                | 51 %   | 42 %   | 7 %    |
| 14 mars     | Ninamedia           | 42%    | 54 %   | 4 %    |
| 22 novembre | Episcenter          | 46 %   | 54 %   | 0 %    |
| 30 novembre | Delo                | 42 %   | 41 %   | 17 %   |
| 30 novembre | Večer               | 48 %   | 45,7 % | 6,3 %  |
| 16 décembre | Delo                | 43 %   | 40 %   | 17 %   |
| 16 décembre | Episcenter          | 48,5 % | 51,5 % | 0 %    |
| 18 décembre | Ninamedia           | 38,3 % | 49,5 % | 12,2 % |

## Déroulement
Le vote anticipé commence le mardi 15 décembre 2015 et continue les deux jours suivants. Les résultats préliminaires sont publiés le dimanche 20 décembre, après la fermeture des bureaux de vote.
L'article 90 de la Constitution de la Slovénie dispose qu'une loi peut être rejetée par référendum si la majorité des suffrages exprimés est contre la loi, à la condition que 20 % des inscrits sur les listes électorales aient voté contre la loi. Cela signifie qu'au moins 342 811 votants sur les 1 714 055 inscrits sur les listes doivent voter contre la loi pour la faire rejeter.
Le vote anticipé en Slovénie permet de dépasser 1 % de participation dès le samedi 12 décembre.

## Résultats
| Pour                | 226 651   | 36,49  | 13,22 |        |  |  |
| Contre              | 394 482   | 63,51  | 23,02 | ✔ 20 % |  |  |
|                     |           |        |       |        |  |  |
| Votes exprimés      | 621 133   | 99,62  | 36,24 |        |  |  |
| Blancs et invalides | 2 356     | 0,38   | 0,14  |        |  |  |
| Total des votants   | 623 489   | 100,00 | 36,38 |        |  |  |
|                     |           |        |       |        |  |  |
| Abstentions         | 1 090 566 |        | 63,62 |        |  |  |
| Inscrits            | 1 714 055 | 100,00 |       |        |  |  |

| Votes Pour (36,49 %) |  |  | Votes Contre (63,51 %) |
| ▲                    |  |  |                        |
| Majorité absolue     |  |  |                        |

## Conséquences
Malgré la faible participation, la majorité des votants est contre la loi, bien plus que ce que laissaient entendre les sondages, et le minimum de votes requis est atteint, un cas qui n'avait pas non plus été envisagé par les sondages, et qui entraîne l'annulation de la loi. Cette dernière ne peut par ailleurs pas être reproposée avant un délai d'un an.